# Natuurpark Tinença de Benifassà

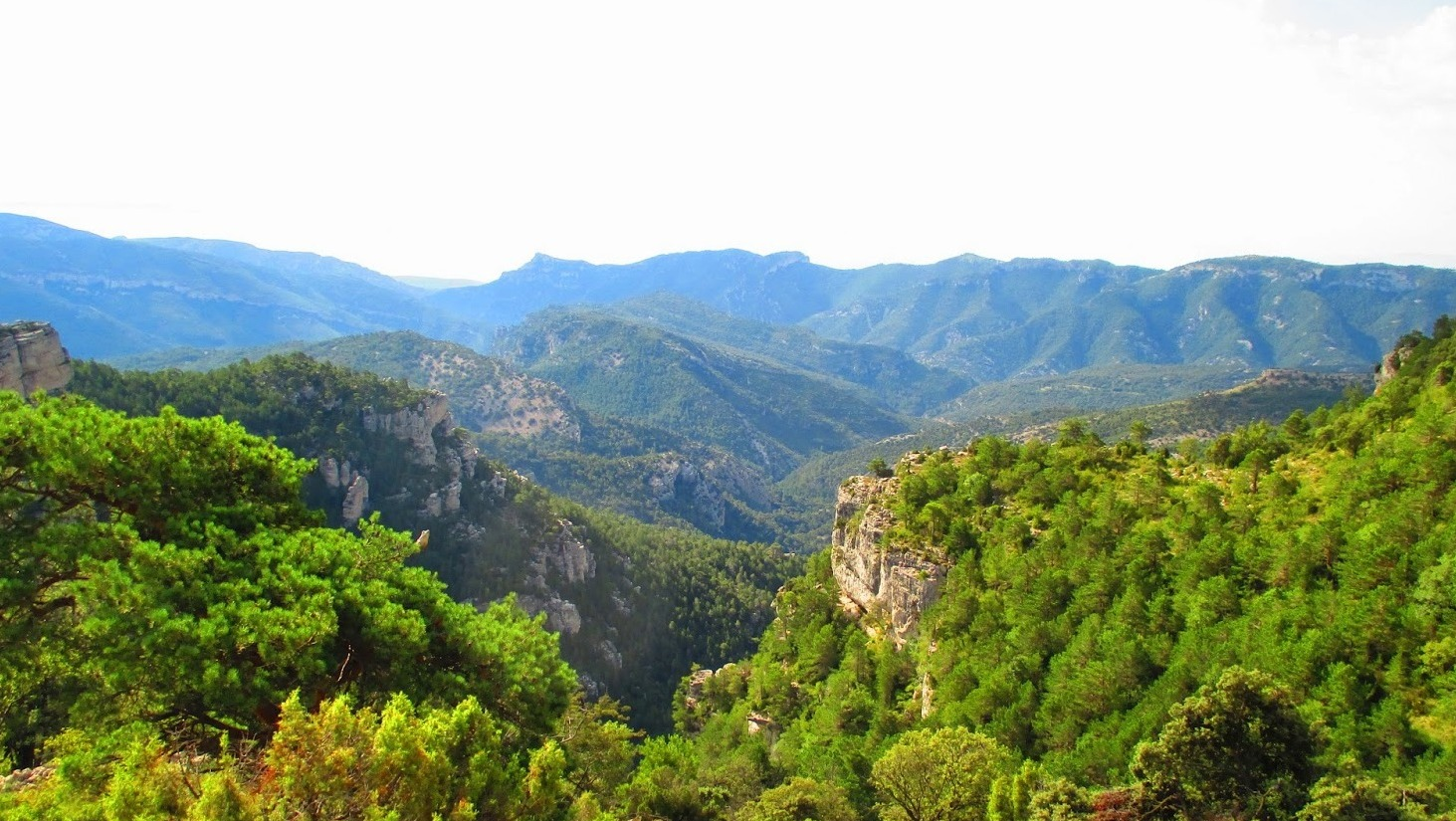

Het Natuurpark Tinença de Benifassà (Valenciaans: Parc Natural de la Tinença de Benifassà/Spaans: Parque natural de la Tenencia de Benifasar) is een natuurpark in de regio Valencia in Spanje. Het natuurpark werd opgericht in 2006 en is 4965 hectare groot. Het natuurpark omvat gebergte met bossen. In het park komt vale gier, ree, everzwijn voor.